# كلابوني
كلابوني هي بلدة تقع أبرشية سانت أندرو في غرينادا، وترتفع 116 مترا عن سطح البحر، وهي في وسط غرينادا.